# Prekletih bazar
Prekletih bazar je peti in zadnji studijski album velenjske rock skupine Res Nullius, izdan 15. junija 2011 v samozaložbi.

## Kritični odziv
Odziv na album je bil pozitiven. Za spletno revijo Rockline je Peter Schmidt rekel: »V bazičnem blues/boogie/rock'n'rollu se res ne da odkrivati novih vesolj, čar je v poudarkih, drobnih prebliskih, krikih, navidezno šlampasto odigranih riffih, ki uspevajo vedno znova vzdramiti ušesa in um poslušalca.« Album je ocenil s štirimi in pol zvezdicami.
V Mladini pa je Max Modic pohvalil na sledeč način: »Res Nullius se spreminjajo samo zato, da bi ostali isti: zvesti samosvoji kitarski poetiki, ki jo na petem albumu Prekletih bazar v desetih skladbah žlahtno nadgradijo z zvrhano mero pristnega bluesovskega izročila. Avtentično.« Album je ocenil s 5 zvezdicami.
Na Radiu Študent je bil album uvrščen na 6. mesto na seznam Naj domača tolpa bumov 2011.

### Priznanja
| objava        | uvrstitev | seznam                      |
| ------------- | --------- | --------------------------- |
| Radio Študent | 6.        | Naj domača tolpa bumov 2011 |

## Seznam pesmi
Vse pesmi je napisala skupina Res Nullius.
1. »Prekletih bazar« – 3:42
2. »Krvavi kolaž« – 3:41
3. »V vagonu raztrganih duš« – 3:50
4. »Rock'n'roll« – 3:45
5. »Nikomur ne govori ničesar o men« – 4:07
6. »Grbavi klovn« – 3:48
7. »Izkrivljene ravnine« – 5:21
8. »Đoni« – 2:57
9. »Plešem s krvavimi podplati« – 3:20
10. »Ej, compañero« – 5:25

## Zasedba
Res Nullius
- Zoran Benčič — vokal
- Boštjan Senegačnik — kitara, klavir, orglice
- Boštjan Časl — bas kitara
- Janez Marin — bobni